# Revaz Dzodzuaixvili
Revaz Dzodzuaixvili (georgià: რევაზ ძოძუაშვილი)  (Kutaissi, 10 d'abril de 1945) és un exfutbolista georgià de la dècada de 1970 i entrenador.
Fou 49 cops internacional amb la selecció de la Unió Soviètica amb la qual participà en la Copa del Món de futbol de 1970.
Pel que fa a clubs, defensà els colors de Torpedo Kutaisi i Dinamo Tbilisi.